# HD 206610 b
HD 206610 b es un planeta extrasolar que orbita la estrella del tipo K HD 206610 aproximadamente 633 años luz de distancia en la constelación de  Acuario.